# Chrystia Freeland
Christina Alexandra "Chrystia" Freeland PC MP (Peace River, 2 agosto 1968) è una politica e giornalista canadese, decimo vice-Primo ministro del Canada dal 20 novembre 2019 e ministro delle finanze dal 2020.
Deputata liberale, è anche stata ministro federale degli Affari esteri dal 2017 al 2019, mandato durante il quale ha condotto le rinegoziazioni del nuovo accordo di libero scambio con gli Stati Uniti e il Messico. È membro del Board of Trustees del World Economic Forum.

## Biografia
Freeland ha frequentato la Old Scona Academic High School di Edmonton, Alberta, per due anni prima di studiare al United World College of the Adriatic in Italia, con una borsa di studio del governo di Alberta per un progetto che mirava a promuovere la pace e la comprensione internazionale. Ha conseguito la laurea in storia e letteratura russa presso l'Università Harvard e un master in studi slavi presso il St Antony's College di Oxford.
Freeland ha iniziato la sua carriera giornalistica scrivendo per il Financial Times, il Washington Post e The Economist. In seguito ha lavorato per il Financial Times a Londra come vicedirettore e poi come redattore per l'edizione del fine settimana, FT.com e le notizie dal Regno Unito. Freeland è stata anche capo dell'ufficio di Mosca e corrispondente dell'Europa orientale per il Financial Times.
Dal 1999 al 2001 è stata vicedirettore di The Globe and Mail. Successivamente ha lavorato presso Thomson Reuters. Lei è anche l'autrice dei bestseller Sale of the Century, libro sulla transizione della Russia dal comunismo al capitalismo pubblicato nel 2000, e Plutocrats: The Rise of the New Global Super-Rich and the Fall of Everyone Else, uscito nel 2012.

## Vita privata
Freeland è sposata con Graham Bowley, uno scrittore britannico e reporter del New York Times. Hanno tre figli.
Vive a Toronto dall'estate del 2013, quando è tornata dall'estero per candidarsi alle elezioni. Parla ucraino a casa con i figli. Oltre all'inglese, parla anche italiano, russo e francese..